# Zamek w Burgfarrnbach
Zamek w Burgfarrnbach – barokowa budowla znajdująca się w Fürth, w dzielnicy Burgfarrnbach. 

## Źródła
- August Gebeßler: Stadt und Landkreis Fürth (= Bayerische Kunstdenkmale. Band 18). Deutscher Kunstverlag, München 1963, DNB 451450957, S. 50–56.